# Peliala fuliginea
Peliala fuliginea là một loài bướm đêm trong họ Erebidae.